# Vân Du, Thanh Hóa
Vân Du là một thị trấn thuộc huyện Thạch Thành, tỉnh Thanh Hóa, Việt Nam.

## Địa lý
Thị trấn Vân Du nằm ở phía đông huyện Thạch Thành, có quốc lộ 45 chạy qua và có vị trí địa lý:
- Phía đông giáp huyện Hà Trung
- Phía tây giáp xã Thành Tân
- Phía nam giáp xã Thành Tâm và xã Thành Thọ
- Phía bắc giáp tỉnh Ninh Bình.

Thị trấn Vân Du có diện tích 44,52 km², dân số năm 2018 là 9.162 người, mật độ dân số đạt 206 người/km².

## Lịch sử
Phần lớn địa bàn thị trấn Vân Du hiện nay trước đây là xã Thành Vân, huyện Thạch Thành.
Thị trấn Vân Du được thành lập vào ngày 9 tháng 1 năm 2004 trên cơ sở 253 ha diện tích tự nhiên của nông trường Vân Du đang sử dụng thuộc địa giới hành chính xã Thành Vân và 169 ha diện tích tự nhiên của xã Thành Vân đang quản lý; 3.440 người của thị trấn nông trường Vân Du và 738 người của xã Thành Vân. Ngoài ra, một phần dân số của thị trấn nông trường Vân Du cũ được chuyển về các xã Thành Vân và Thành Tâm quản lý.
Sau khi thành lập, thị trấn Vân Du có 422 ha diện tích tự nhiên và 4.178 người. Xã Thành Vân có 4.012,28 ha diện tích tự nhiên và 6.357 người.
Đến năm 2018, thị trấn Vân Du có diện tích 4,25 km², dân số là 2.925 người, mật độ dân số đạt 688 người/km². Xã Thành Vân có diện tích 40,27 km², dân số là 6.237 người, mật độ dân số đạt 155 người/km².
Ngày 16 tháng 10 năm 2019, Ủy ban Thường vụ Quốc hội ban hành Nghị quyết số 786/NQ-UBTVQH14 về việc sắp xếp các đơn vị hành chính cấp xã thuộc tỉnh Thanh Hóa (nghị quyết có hiệu lực từ ngày 1 tháng 12 năm 2019). Theo đó, sáp nhập toàn bộ diện tích và dân số của xã Thành Vân vào thị trấn Vân Du.